# Delpinophytum
Delpinophytum là chi thực vật có hoa trong họ Cải.